# 치어리딩
치어리딩(영어: cheerleading)은 운동 경기에서 치어리더들이 주도가 되어 선수들이 힘을 내도록 도와주는 것을 말하며 미국 특유의 응원 문화다. 따라서, 치어리딩에 종사하고 있는 사람을 치어리더(영어: cheerleader)라고 한다.
치어리딩은 미국 미네소타 대학교에서 미식축구 경기에 대한 조직적인 단체 응원에 대한 아이디어를 소개하면서 시작되었다. 1889년 미네소타 대학생 쟈니 켐벨이 힘내라 힘내라! 그래 힘내라! (Rah! Rah! Hoo-Rah! Varsity! Varsity! Varsity!)와 같은 챈트 구호를 외치면서 최초의 응원을 하였다. 그후 1898년 12월 2일에 공식적으로 조직화된 응원이 시작되었다. 1903년엔 최초로 남자 대학생으로 구성된 치어리딩 단체 'Gamma Sigma'가 생겨났다. 1923년부터는 여학생도 응원에 참여하기 시작하였다. 당시 체조, 텀블링, 메가폰 등이 사용되었으며, 이는 현재도 사용하고 있다.

## 같이 보기
- 응원
- 응원단
- 파도타기 응원
- 노자와 아야카(野澤 彩華) - 한국에 진출한 첫번째 일본인 치어리더